# LTC Naaldwijk
LTC Naaldwijk is een Nederlandse tennis en padel vereniging op Sportpark de Hoge Bomen in Naaldwijk. LTC Naaldwijk werd op 1 januari 1962 opgericht. De club heeft anno 2024 ruim 1600 leden, waarvan 300 jeugdleden. In 2024 is het hoogste team voor de tweede keer in historie landskampioen geworden.